# Honduras britannique
1871–1981
Entités suivantes :
- Belize

Le Honduras britannique est une ancienne colonie britannique située sur la côte est de l'Amérique centrale, devenue la nation indépendante du Belize.
Colonisé par les Européens depuis le XVIIe siècle, le territoire est une colonie de la couronne entre 1862 et 1964, date à laquelle il accède à un statut d'autonomie. Le Belize, qui prend ce nom en 1973, dernière possession continentale du Royaume-Uni en Amérique, devient indépendant en 1981.

## Histoire
- 1862 : la colonie est baptisée « Honduras britannique »[2]. Depuis 1854, les habitants les plus riches élisaient au suffrage censitaire une Assemblée de notables qui est remplacée par un Conseil législatif désigné par la monarchie britannique
- 1919 : la population noire se soulève pour contester la suprématie blanche
- 1934 : important mouvement social contre la crise économique et le chômage.
- 1935 : les élections sont rétablies, mais seul 1,8 % de la population est en droit de voter
- 1954 : les femmes obtiennent le droit de vote